# Kiskunhalas
Kiskunhalas – miasto w południowych Węgrzech, w komitacie Bács-Kiskun, na Wielkiej Nizinie Węgierskiej, na północny zachód od Segedynu. Leży przy międzynarodowej linii kolejowej prowadzącej z Budapesztu przez Suboticę do Belgradu. Liczy prawie 28,8 tys. mieszkańców (I 2011 r.). Miasto znane jest głównie z wyrobu koronek (halasi csipke). 

## Historia
Przypuszcza się, że początki miejscowości sięgają wczesnego średniowiecza. Ok. 900 r. istniało na obszarze dzisiejszego miasta kilka osad. Pierwsza pisemnie udokumentowana informacja pochodzi z 1347 r. Po wypędzeniu Turków Kiskunhalas zasiedlono osadnikami przybyłymi głównie z południowego Zadunaja i okolic Segedynu. Do połowy XVIII w. miasto było głównym ośrodkiem Małej Kumanii. W XIX w. ekstensywną hodowlę wołów i owiec zastąpiła uprawa owoców i winorośli. Uruchomienie linii kolejowej do Belgradu (1882) zintensyfikowało rozwój wymiany handlowej, a w mieście zaistniały przedsiębiorstwa branży spożywczej. W okresie międzywojennym miasto wzbogaciło się m.in. o katolicką szkołę podstawową oraz dwie zawodowe szkoły rolnicze z internatami, rozbudowano też wtedy tutejszy szpital oraz rekreacyjnie zagospodarowano brzegi miejscowego jeziora. Postępująca industrializacja, w tym związana z odkryciem w okolicy złóż ropy naftowej i gazu ziemnego, wzmogła rozwój miasta w następnych dekadach XX w. 

## Sport
Miasto jest miejscem narodzin węgierskiej tenisistki Ágnes Szávay, która zdobyła pięć tytułów WTA. 
W mieście działa klub piłkarski Kiskunhalasi FC.

## Galeria

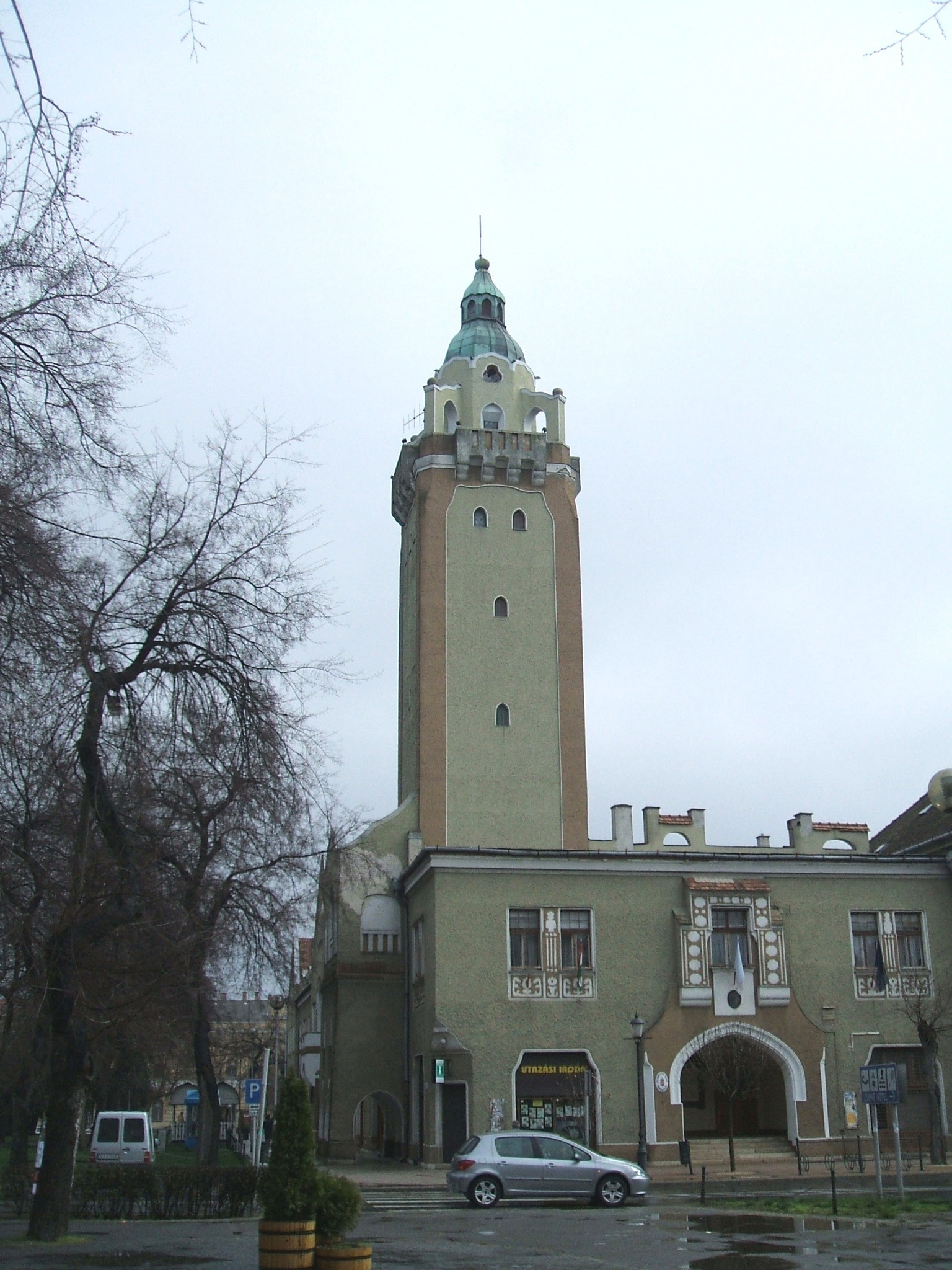
Ratusz miejski
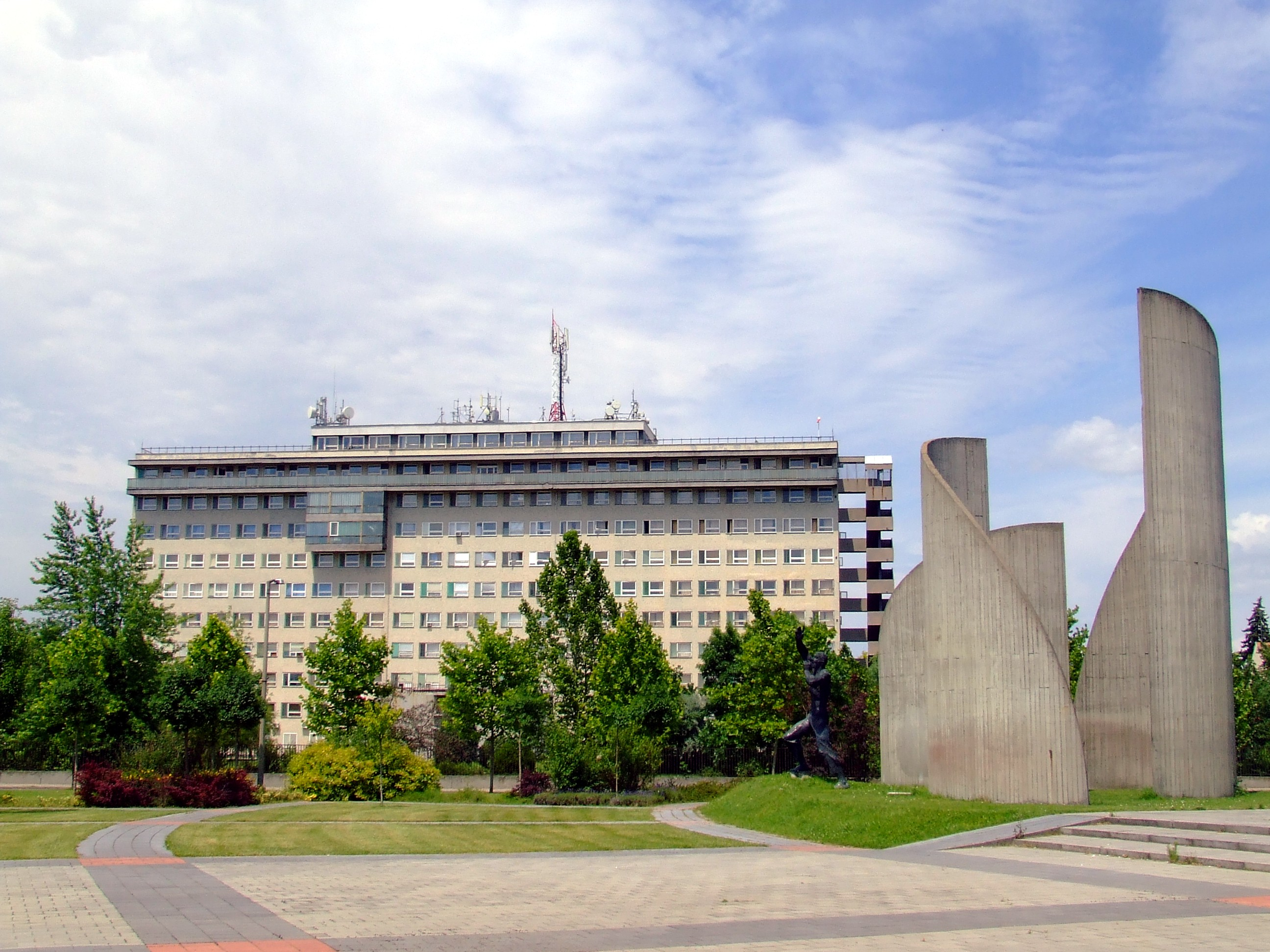
Szpital Semmelweis oraz pomnik artysty Józsefa Kerényiego
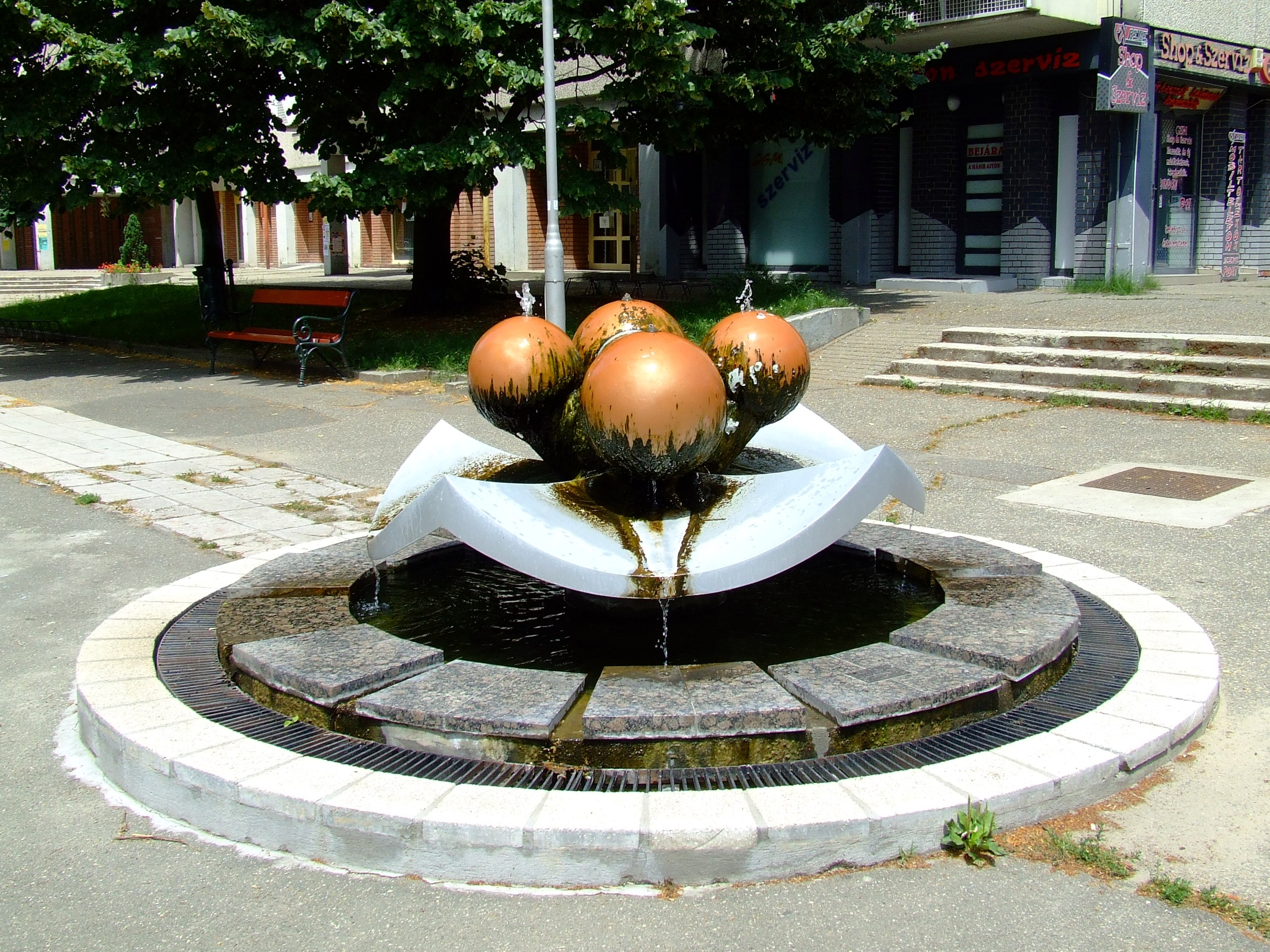
"Fontanna kula" -Gömb-szökőkút
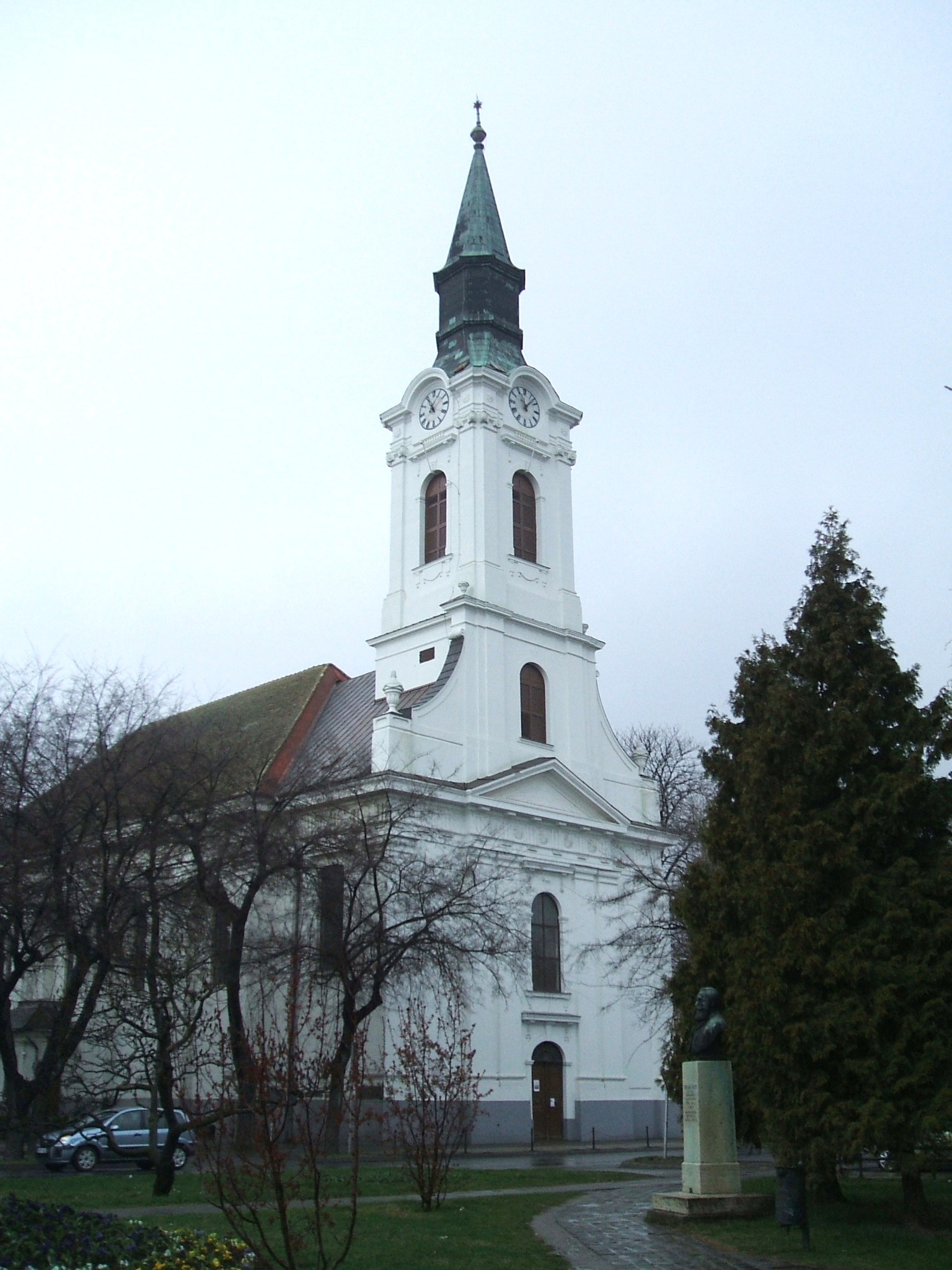
Kościół reformowany
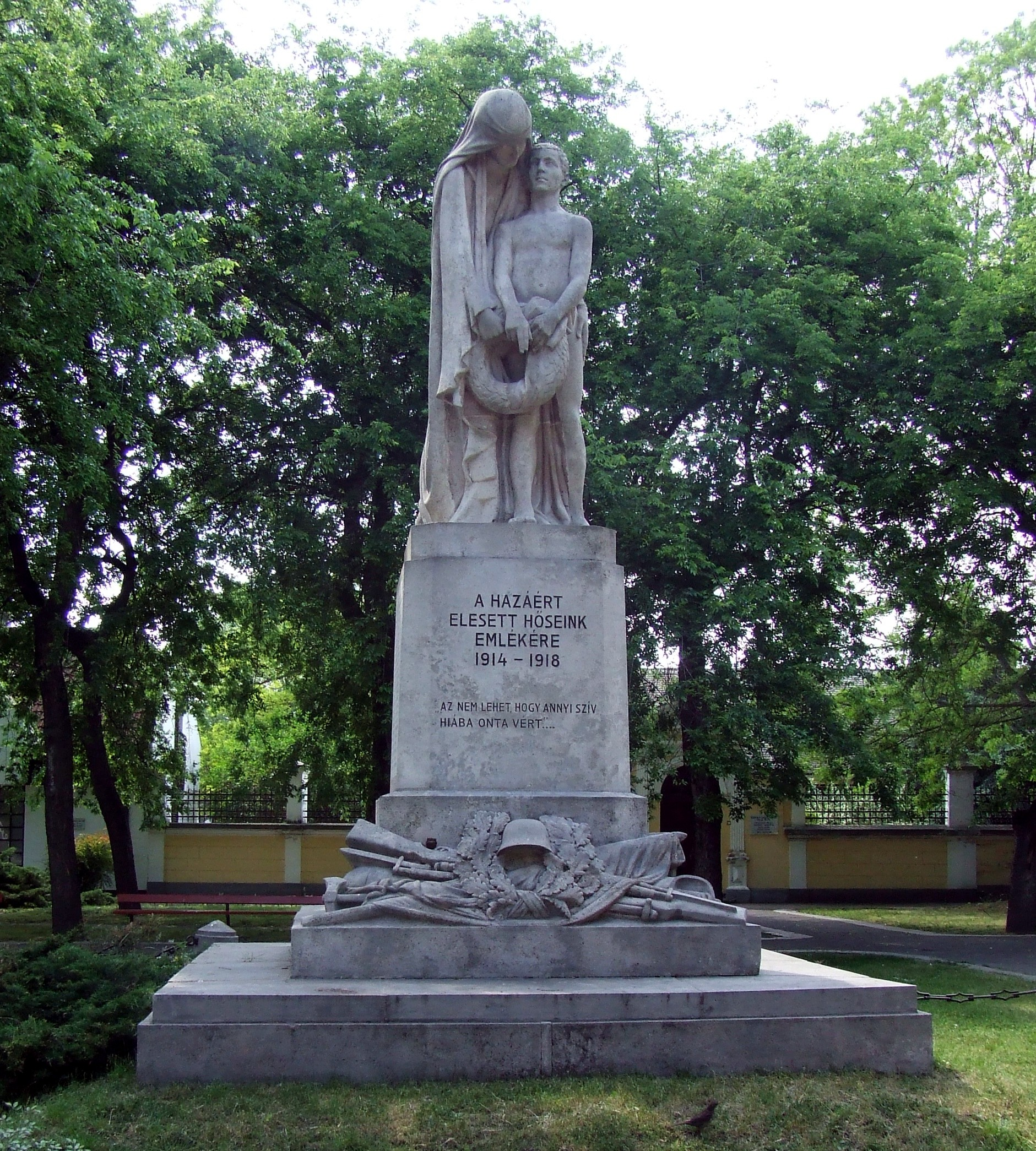
Pomnik pamięci

## Miasta partnerskie
- Kanjiža, Serbia
- Subotica, Serbia
- Kronach, Niemcy
- Nowy Sącz, Polska
- Sfântu Gheorghe, Rumunia
- Stryj, Ukraina